# Ircinia atrovirens
Ircinia atrovirens är en svampdjursart som först beskrevs av Keller 1889.  Ircinia atrovirens ingår i släktet Ircinia och familjen Irciniidae.
Artens utbredningsområde är Eritrea. Inga underarter finns listade i Catalogue of Life.